# Lluís IX de Hessen-Darmstadt

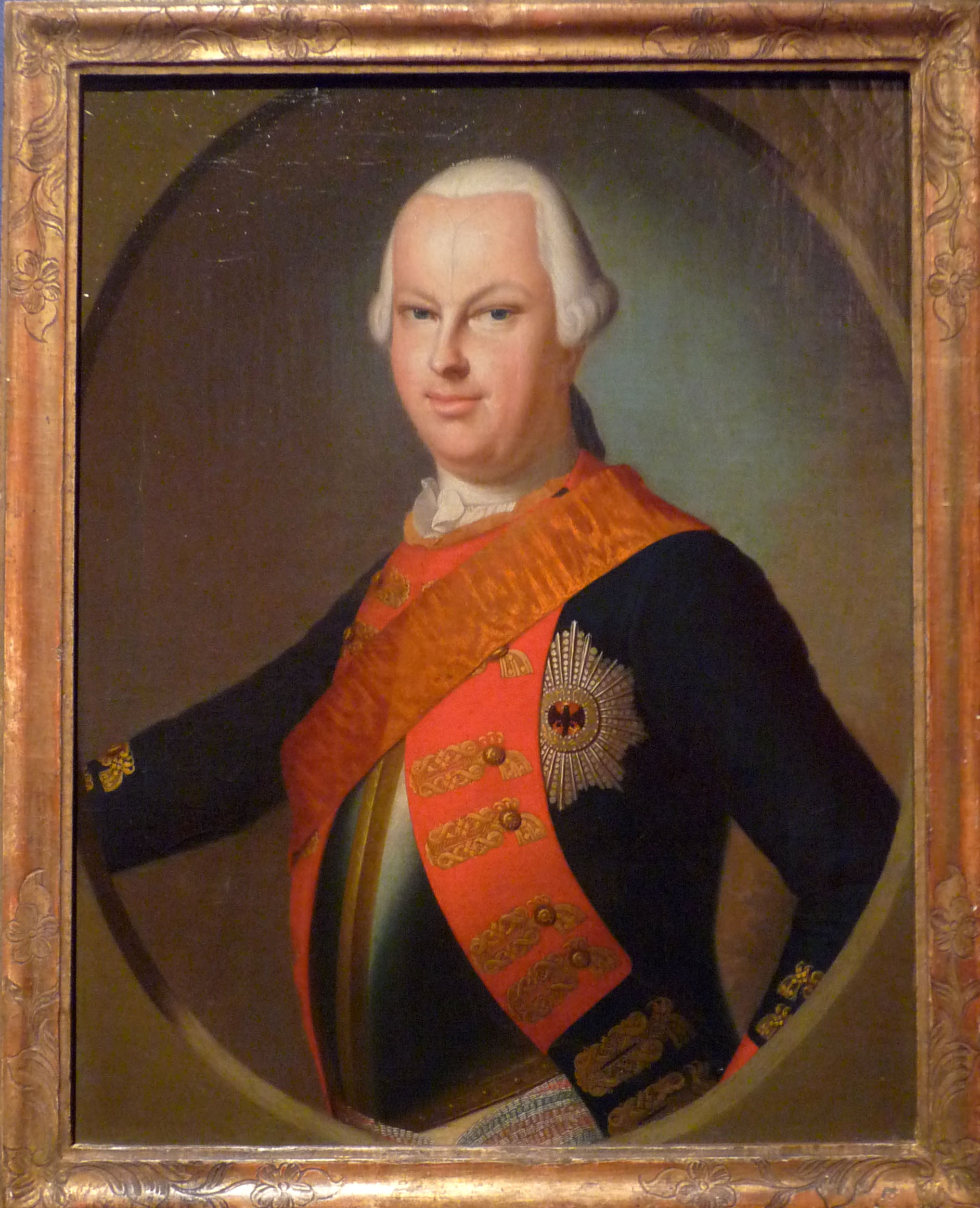
Lluís IX de Hessen-Darmstadt

Lluís IX de Hessen-Darmstadt (en alemany Ludwig IX von Hessen-Darmstadt), va néixer a Darmstadt, Alemanya, el 15 de desembre de 1719, i va morir a Pirmasens el 13 de maig de 1790. Va ser Landgravi de Hessen-Darmstadt des de 1768 fins a 1790.

## Biografia
Lluís era fill de Lluís VIII i de Carlota de Hanau-Lichtenberg. A la mort del seu pare, el 1768, va succeir-lo i va ocupar-se de seguida de la reconstrucció del país: va fundar personalment la ciutat de Pirmasens, que havia estat un petit poble de 30 cases i que durant el seu govern va arribar als 7.000 habitants.
El 12 d'agost de 1741 es va casar amb Carolina de Zweibrucken-Birkenfeld (1721-1774), filla del Comte Palatí Cristià III i de Carolina de Nassau-Saarbrücken. El matrimoni va tenir vuit fills:
- Carolina (1746-1821), casada amb Federic V de Hessen-Homburg
- Frederica Lluïsa (1751-1805), casada amb el rei Frederic Guillem II de Prússia i, per tant, Reina de Prússia
- Lluís X (1753-1820). També Archiduc de Hessen amb el nom de Lluís I, casat amb la seva cosina Lluïsa
- Amàlia Frederica (1754-1832), casada amb Carles Lluís de Baden
- Guillemina Lluïsa (1755-1776), casada amb Pau I de Rússia i, per tant, tsarina de Rússia
- Lluïsa Augusta (1757-1830), casada amb l'Archiduc Carles August de Saxònia-Weimar-Eisenach
- Frederic (1759-1802)
- Cristià (1763-1830)